# الدوري الفنزويلي الممتاز 1952
الدوري الفنزويلي الممتاز 1952 هو موسم من الدوري الفنزويلي الممتاز. فاز فيه La Salle F.C. ‏.